# Dansk Kvindebiografisk Leksikon
Dansk Kvindebiografisk Leksikon er et nationalbiografisk leksikon over betydningsfulde kvinder i Danmarks historie. Leksikonet udkom i perioden 2000-2001 på forlaget Rosinante & Co og rummer 1.922 biografier.
KVINFO erhvervede i 2001 de ikke-kommercielle rettigheder og har lanceret en søgbar onlineudgave. Onlineartiklerne var som udgangspunkt identiske med dem i det trykte værk.
I 2022 blev Dansk Kvindebiografisk Leksikon flyttet til lex.dk, hvor også Dansk Biografisk Leksikon, Den Store Danske, Trap Danmark og 9 andre værker er tilgængelige.